# Ticos Air
Ticos Air fue una línea aérea de Costa Rica que nunca inició operaciones, fundada el 12 de diciembre del 2012.

## Historia
El costarricense Gino Renzi CEO de la empresa fundó la aerolínea el 12 de diciembre de 2012, en septiembre del 2013 fue presentada toda la documentación necesaria para obtener el certificado de operación.  Se esperaba contar con 175 empleados.
En febrero de 2014 se informó que la empresa había estado luchando por asegurar la inversión y que posiblemente su lanzamiento estaba perdiendo impulso. Ticos Air no había presentado ningún avión Airbus A319 prometido y por lo tanto, no pudo avanzar a la tercera fase de su certificación, como se esperaba. En agosto de 2014, Ticos Air decidió no iniciar operaciones debido a dificultades financieras.